# Secuencia de inserción
Una secuencia de inserción (o IS por sus siglas en inglés) es una secuencia de ADN de un transposón. Las secuencias de inserción tienen dos características principales: son pequeñas en relación con otros transposón (generalmente alrededor de 700 a 2500 pb de longitud) y solo codifican proteínas implicadas en la actividad de transposición (por lo tanto, son diferentes de otros transposones, que también llevan genes accesorios como genes de resistencia a antibióticos). Estas proteínas suelen ser la transposasa que cataliza la reacción enzimática que permite el movimiento de la secuencia de inserción, y también una proteína reguladora que estimula o inhibe la actividad de transposición. La región de codificación en una secuencia de inserción suele estar flanqueada por repeticiones invertidas. Por ejemplo, la conocida secuencia de inserción 911 (1250 pb) está flanqueado por dos extremos repetidos invertidos de 36 pb y la región codificante tiene dos genes que se superponen parcialmente, orfA y orfAB, que codifican la transposasa (OrfAB) y una proteína reguladora (OrfA). Una secuencia de inserción particular puede nombrarse de acuerdo con la forma I, donde n es un número (por ejemplo, IS 1, IS 2, IS 3, IS 10, IS 50, IS 911, IS 26 etc.); sin embargo, este no es el único esquema de nomenclatura utilizado. Aunque las secuencias de inserción se discuten normalmente en el contexto de los genomas procariotas, ciertas secuencias de ADN eucariota que pertenecen a la familia de transposones Tc1/ mariner pueden considerarse secuencias de inserción.
Además de ocurrir de forma autónoma, las secuencias de inserción también pueden ocurrir como partes de transposones compuestos; en un transposón compuesto, dos secuencias de inserción flanquean uno o más genes accesorios, como un gen de resistencia a antibióticos (p. ej ., Tn10, Tn5). Sin embargo, existen otro tipo de transposones, llamados transposones unitarios, que no llevan secuencias de inserción en sus extremos (por ejemplo, Tn 7).
Un transposón complejo no se basa en secuencias de inserción flanqueantes para la resolvasa. La resolvasa es parte del genoma tns y corta en las repeticiones invertidas flanqueantes.
La frecuencia de transposición de los elementos IS depende de múltiples parámetros, incluida la fase de crecimiento del cultivo, la composición del medio, la tensión de oxígeno, la escala de crecimiento y la conformación estructural de los sitios objetivo (p. ej., curvatura, presencia de ciertos motivos, composición del ADN.